# 볼풀

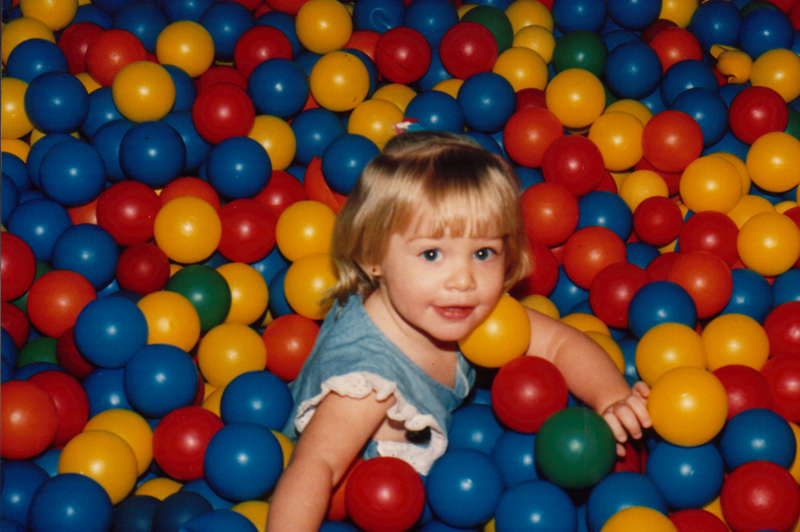
볼풀에서 노는 아이

볼풀(Ball pool)은 형형색색의 고무로 된 공을 넣어 놓은 플라스틱의 놀이기구이다. 일반적으로 직경이 3인치(7.6cm)를 넘지 않는 작고 다채로운 속이 빈 플라스틱 공으로 채워진 패딩 처리된 상자나 풀을 가리킨다. 일반적으로 어린이를 위한 레크리에이션 및 운동용으로 판매된다.
어린이집, 카니발, 놀이 공원, 오락 센터, 패스트푸드 레스토랑, 대형 비디오 아케이드에서 흔히 볼 수 있으며 미로, 미끄럼틀, 정글짐과 같은 대형 놀이 구조물에 통합되는 경우가 많다. 파티용으로 대여할 수 있으며, 가정용으로 더 작은 버전도 판매된다. 볼풀은 자극적이고 감각이 풍부한 환경을 제공할 수 있기 때문에 때때로 치료 및 교육 환경에서 사용되기도 한다.

## 같이 보기
- 인플레이터블 캐슬